# John Prescott
Pour les articles homonymes, voir Prescott.
John Leslie Prescott, Baron Prescott, né le 31 mai 1938 à Prestatyn (pays de Galles, Royaume-Uni) et mort le 20 novembre 2024, est un homme politique britannique, membre du Parti travailliste. Il est vice-Premier ministre (Deputy Prime Minister) et premier secrétaire d'État (deux titres essentiellement honorifiques) jusqu'au 27 juin 2007. Il est également député pour la circonscription de Hull East pendant quarante ans (1970 à 2010).

## Biographie
Fils d'un aiguilleur des chemins de fer (aussi conseiller auprès du parti travailliste) et petit-fils de mineur, John Prescott est né à Prestatyn, au pays de Galles et a d'abord été élevé à Brinsworth dans le Yorkshire du Sud. Il suivait les cours à l'école primaire de Brinsworth, où il a échoué au eleven-plus (l'examen d'entrée en sixième) en 1948. Sa famille a déménagé à Ellesmere Port dans le Cheshire, il a donc dû suivre les leçons données à la Grange Secondary Modern School. Au grand dam de John, son jeune frère, Ray, a réussi l'examen. Il est devenu steward dans la marine marchande, travaillant pour la Cunard, et était également à l'époque un militant du Parti travailliste. Ensuite, il s'est rendu dans un collège indépendant, le Ruskin College d'Oxford et il a remporté le diplôme de sciences économiques et d'histoire de l'économie à l'université de Hull.
Il devint vice-président du Parti travailliste après avoir été battu par Tony Blair aux élections internes du parti en 1994. Il devint vice-Premier ministre après la victoire des travaillistes aux élections législatives de 1997. Le 24 juin 2007, date à laquelle Tony Blair quitta la présidence du parti, John Prescott démissionna de son poste de vice-président du parti, et il quitta son poste de vice-Premier ministre quand Gordon Brown accéda au poste de Premier ministre. Ce dernier ne désigna pas de vice-Premier ministre, attribuant à la vice-présidente du parti Harriet Harman le nouveau poste de Party chair.
Ancien steward et syndicaliste actif, il est souvent vu comme la conscience ouvrière du « nouveau » Parti travailliste que dirigeait Tony Blair. Il est connu pour la syntaxe étrange qu'il utilise en parlant.
Au Royaume-Uni, le titre de vice-Premier ministre est rarement utilisé et confère peu voire pas de pouvoirs spécifiques ; même si le vice-Premier ministre assure théoriquement le poste de Premier ministre quand celui-ci s'absente (hors du pays), le deuxième homme le plus puissant au sein du gouvernement britannique était le chancelier de l'Échiquier (ministre des Finances), Gordon Brown, et non John Prescott. Les médias le surnomment « Prezza » ou plus souvent encore « Two Jags », en référence à son amour des grosses voitures. Prescott est réputé pour son manque d'éloquence et ses gaffes fréquentes.
Il est créé baron Prescott, de Kingston-upon-Hull dans le comté d’East Yorkshire en 7 juillet 2010 dans la pairie du Royaume-Uni. Il est déclaré démissionnaire, pour manque d'assiduité, le 10 juillet 2024. Il meurt le 20 novembre de la même année, de la maladie d'Alzheimer, à 86 ans.